# Bolu (province)
La province de Bolu est une des 81 provinces (en turc : il, au singulier, et iller au pluriel) de la Turquie.
Sa préfecture (en turc : valiliği) se trouve dans la ville éponyme de Bolu.

## Géographie
Sa superficie est de 11 051 km2.

## Population
Au recensement de 1990, la province était peuplée de 380 543 habitants, soit une densité de population de 34,44 hab./km2.
| 2000    | 2001    | 2002    | 2003    | 2004    | 2005    | 2006    | 2007    | 2008    |
| ------- | ------- | ------- | ------- | ------- | ------- | ------- | ------- | ------- |
| 255 576 | 257 926 | 259 953 | 261 902 | 263 967 | 266 114 | 268 305 | 270 417 | 268 882 |

| 2009    | 2010    | 2011    | 2012    | 2013    | 2014    | 2015    | 2016    | 2017    |
| ------- | ------- | ------- | ------- | ------- | ------- | ------- | ------- | ------- |
| 271 545 | 271 208 | 276 506 | 281 080 | 283 496 | 284 789 | 291 095 | 299 896 | 303 184 |

| 2018    | 2019    | 2020    | 2021    | 2022    | 2023    | - | - | - |
| ------- | ------- | ------- | ------- | ------- | ------- | - | - | - |
| 311 810 | 316 126 | 314 802 | 320 014 | 320 824 | 324 789 | - | - | - |

## Administration
La province est administrée par un préfet (en turc : vali)

## Subdivisions
La province est divisée en 9 districts (en turc : ilçe, au singulier).